# Hans von Eulitz
Hans Alfred von Eulitz (13. rujna 1866. – 28. studenog 1945.) je bio njemački general i vojni zapovjednik. Tijekom Prvog svjetskog rata obnašao je dužnost načelnika stožera XII. korpusa i Armijskog odreda A, te je zapovijedao 45. pješačkom brigadom na Zapadnom bojištu.

## Vojna karijera
Hans von Eulitz je rođen 13. rujna 1866. godine. U saskoj vojci čin poručnika dostigao je u ožujku 1893., dok je u čin satnika promaknut u ožujku 1899. godine. U svibnju 1906. unaprijeđen je u čin bojnika, nakon čega čin potpukovnika dostiže u ožujku 1912. godine. Te iste godine, u kolovozu, imenovan je načelnikom stožera XII. korpusa kojim je zapovijedao Karl Ludwig d'Elsa. Na navedenoj dužnosti nalazi se i na početku Prvog svjetskog rata.

## Prvi svjetski rat
Na početku Prvog svjetskog rata XII. korpus nalazio se u sastavu 3. armije kojom je na Zapadnom bojištu zapovijedao Max von Hausen. U sastavu iste, kao načelnik stožera XII. korpusa, Eulitz sudjeluje u Bitci kod Dinanta i Prvoj Bitci na Marni. U rujnu 1914. XII. korpus ulazi u sastav 7. armije, te sudjeluje u Prvoj bitci na Aisnei. Tijekom 1915. i 1916. korpus drži dio bojišnice na rijeci Aisnei.
U rujnu 1916. Eulitz postaje zapovjednikom 45. pješačke brigade. Navedenom brigadom zapovijeda međutim, svega dva mjeseca jer je u studenom imenovan načelnikom stožera Armijskog odreda A kojim je zapovijedao Karl Ludwig d'Elsa. Međutim, i navedenu dužnost obnaša relativno kratko, svega mjesec dana. Iduće, 1917. godine, imenovan je vojnim predstavnikom saske vojske pri njemačkom Glavnom stožeru. U svibnju 1917. imenovan je pobočnikom saskog kralja Fridrika Augusta III. Te iste godine, u studenom, promaknut je u čin general bojnika.

## Poslije rata
Nakon završetka rata Eulitz je u srpnju 1919. umirovljen. Preminuo je 28. studenog 1945. godine.

## Vanjske poveznice
(eng.) Hans von Eulitz na stranici Prussianmachine.com